# Bandazee
De Bandazee is een randzee van de Grote Oceaan, gelegen in Indonesië, gelegen tussen Sulawesi in het westen, de Molukken in het noorden en Timor in het zuiden. Zuidwestelijk grenst de Bandazee aan de Floreszee, in het zuiden aan de Timorzee, zuidoostelijk aan de Arafurazee en in het noorden aan de Molukse Zee en de Seramzee. De Golf van Tolo in het noordoosten maakt deel uit van de Bandazee.